# Phygadeuon lehmanni
Phygadeuon lehmanni är en stekelart som beskrevs av Otto Schmiedeknecht 1905. Phygadeuon lehmanni ingår i släktet Phygadeuon och familjen brokparasitsteklar. Inga underarter finns listade i Catalogue of Life.